# Pieski (obwód riazański)
Pieski (ros. Пески) – osiedle w Rosji, w obwodzie riazańskim, w rejonie spaskim. W 2010 liczyło 2 mieszkańców.